# ۵۵ بره
۵۵ بره یک ستاره است که در صورت فلکی بره قرار دارد.